# 다나카 고스케 (축구 선수)
다나카 고스케(일본어: 田中 康介, 1999년 2월 1일~)는 일본의 축구 선수이다.

## 구단 경력
그는 2021년 J3리그의 후쿠시마 유나이티드 FC에 입단했다. 2023년까지 93경기에 출전하여, 1득점을 넣었다. 2024년 AC 나가노 파르세이루로 이적했다.